# Internet Authentication Service
Internet Authentication Service (IAS) — компонент операционных систем Windows Server, который обеспечивает централизованное управление пользовательскими учетными записями. По умолчанию, IAS регистрирует разрешения к локальным файлам (%systemroot %\LogFiles\IAS\*), однако его можно настраивать и для регистрации разрешений на SQL.
Служба IAS используется в качестве альтернативы серверу аутентификации, например, Nocat или RADIUS.
Помогает организовать беспроводной доступ, удаленный доступ через коммутируемое подключение или виртуальную частную сеть (VPN),
используя встроенные средства аутентификации.
Начиная с версии Windows Server 2008, IAS был заменен на Network Policy Server.